# Arrow (6.ª temporada)
A sexta temporada da série de televisão estadunidense Arrow estreou na The CW em 12 de outubro de 2017 e foi concluída em 17 de maio de 2018, com um total de 23 episódios. A série é baseada no personagem Arqueiro Verde da DC Comics, um combatente do crime fantasiado criado por Mort Weisinger e George Papp, e se passa no Universo Arrow, compartilhando continuidade com outras séries de televisão do Universo Arrow. Os produtores desta temporada foram Marc Guggenheim e Wendy Mericle. Stephen Amell estrela como Oliver Queen, com os principais membros do elenco David Ramsey como John Diggle, Willa Holland como Thea Queen, Emily Bett Rickards como Felicity Smoak, Echo Kellum como Curtis Holt e Paul Blackthorne como Quentin Lance também retornando de temporadas anteriores. Katie Cassidy, membro do elenco principal da primeira à quatro temporadas e atriz convidada da quinta temporada, foi reintegrada como personagem regular da sexta temporada como Laurel Lance / Sereia Negra. Eles se juntaram a Rick Gonzalez como Rene Ramirez / Cão Selvagem e Juliana Harkavy como Dinah Drake, que foram promovidos a regulares da série de seu status recorrente na temporada anterior.
A série segue o playboy bilionário Oliver Queen (Stephen Amell), que afirmou ter passado cinco anos naufragado em Lian Yu, uma ilha misteriosa no Mar do Norte da China, antes de voltar para Starling City (mais tarde renomeada como "Star City") para combater o crime e a corrupção como um vigilante secreto cuja arma de escolha é um arco e flecha. Na sexta temporada, após uma batalha explosiva em Lian Yu, Oliver deve se equilibrar como um vigilante, o prefeito e um pai para seu filho, William. Ao mesmo tempo, surgem novos inimigos, inicialmente liderados pelo hacker terrorista Cayden James (Michael Emerson), que se alia a vários criminosos, incluindo o traficante de drogas Ricardo Diaz (Kirk Acevedo), o vigilante metahumano Vincent Sobel (interpretado por Johann Urb, dublado por Mick Wingert quando mascarado), o mafioso russo Anatoly Knyazev (David Nykl) e o metahumana Sereia Negra. Como James perde o controle de sua equipe, Ricardo Diaz vem à tona e o mata, revelando que ele manipulou James para acreditar que Oliver matou seu filho, e anunciando ao Arqueiro Verde seu plano para assumir o submundo do crime de Star City e controlar a infraestrutura política da cidade , enquanto Oliver deve lutar com seus ex-companheiros formando um time rival. Quando Diaz assume o controle da cidade, Oliver é forçado a recrutar a ajuda do FBI, em troca dele anunciar publicamente sua identidade e ir para a prisão federal. No final, Oliver é preso em uma penitenciária de segurança máxima.
A série foi renovada para sua sexta temporada em 8 de janeiro de 2017, e as filmagens começaram em Vancouver, Columbia Britânica, Canadá, em 6 de julho de 2017, e terminaram no final de abril de 2018. A temporada recebeu críticas mistas em comparação com outras temporadas da série. Esta temporada inclui o quarto crossover anual do Universo Arrow com a série de TV The Flash, Legends of Tomorrow e Supergirl, e com elementos de Freedom Fighters: The Ray. A temporada foi lançada em DVD e Blu-ray em 14 de agosto de 2018. A série foi renovada para uma sétima temporada em 2 de abril de 2018.

## Elenco e personagens
| - Stephen Amell como Oliver Queen / Arqueiro Verde - David Ramsey como John Diggle / Espartano / Arqueiro Verde - Willa Holland como Thea Queen / Speedy - Emily Bett Rickards como Felicity Smoak / Observadora - Echo Kellum como Curtis Holt - Rick Gonzalez como Rene Ramirez / Cão Selvagem - Juliana Harkavy como Dinah Drake - Katie Cassidy como Laurel Lance / Sereia Negra - Paul Blackthorne como Quentin Lance | - Jack Moore como William Clayton - Kathleen Gati como Raisa - David Nykl como Anatoly Knyazev - Sydelle Noel como Samanda Watson - Venus Terzo como Elisa Schwartz - Michael Emerson como Cayden James - Tobias Jelinek como Sheck - Johann Urb como Vincent Sobel / Vigilante - Evan Roderick como Nick Anastas - Kirk Acevedo como Ricardo Diaz - Pej Vahdat como Sam Armand - Eliza Faria como Zoe Ramirez - Tina Huang como Kimberly Hill |

### Convidados
- Manu Bennett como Slade Wilson
- Anna Hopkins como Samantha Clayton[14]
- Dominic Bogart como Alex Faust[15]
- Adrian Holmes como Frank Pike[16]
- Chastity Dotson como Onyx Adams[17]
- Kacey Rohl como Alena Whitlock[18]
- Kris Holden-Ried como Nylander[19]
- Liam Hall como Joe Wilson / Kane Wolfman[20]
- Laara Sadiq como Emily Pollard[21]
- Celina Jade como Shado[22]
- Audrey Marie Anderson como Lyla Michaels[23]
- Grant Gustin como Barry Allen / Flash[24]
- Victor Garber como Martin Stein / Nuclear[24]
- Caity Lotz como Sara Lance / Canário Branco[24]
- Tom Cavanagh como Harry Wells e Eobard Thawne / Flash Reverso[24]
- Chyler Leigh como Alex Danvers[24]
- Dominic Purcell como Mick Rory / Onda Térmica[24]
- Candice Patton como Iris West[24]
- Franz Drameh como Jefferson Jackson / Nuclear[24]
- Danielle Panabaker como Caitlin Snow / Nevasca[24]
- Colin Donnell como Tommy Merlyn da Terra-x / Prometheus e Christopher Chance / Alvo Humano[24]
- Melissa Benoist como Kara Danvers / Supergirl e Overgirl[24]
- Charlotte Ross como Donna Smoak[25]
- Tom Amandes como Noah Kuttler[12]
- Louis Ferreira como Jerry Bertinelli[26]
- Patrick Sabongui como David Singh
- Steve Bacic como Sean Sonus[27]
- Colton Haynes como Roy Harper
- Katrina Law como Nyssa al Ghul[28]
- Kyra Zagorsky como Atenas[29]
- Josh Segarra como Adrian Chase
- Ashton Holmes como Eric Cartier[30]
- Gina Ravera como Lydia Cassamento[31]
- Catherine Dent como Alexa Van Owen[32]
- Wil Traval como Christopher Chance / Alvo Humano[33]

## Episódios
| N.º na série | N.º na temp. | Título                                                            | Dirigido por       | Escrito por                                                                                    | Exibição original      | Audiência (milhões) |
| --- | ------------ | ----------------------------------------------------------------- | ------------------ | ---------------------------------------------------------------------------------------------- | ---------------------- | ------------------- |
| 116 | 1            | "Fallout" "(Recaída)" (BR)                                        | James Bamford      | Marc Guggenheim & Wendy Mericle                                                                | 12 de outubro de 2017  | 1.52                |
| Em flashbacks, Slade vai para o barco da A.R.G.U.S. sozinho enquanto os outros se refugiam no avião. Samantha foge para procurar William, e Thea a segue. Os músculos direitos do peito de John são feridos ao tentar resgatar Felicity. Oliver encontra Thea em condições críticas, e Samantha, prestes a morrer, pede para ele cuidar de William. Dinah e Quentin são atacados por Laurel, em quem ele atira. Mais tarde, ela é salva por um homem desconhecido. No presente, Thea ainda está em coma e William culpa Oliver pela morte de Samantha. Laurel e seu time mercenário atacam o Departamento de Polícia de Star City. Durante outro confronto, John acidentalmente fere Rene devido a sua lesão. Determinando que Laurel irá atacar a Prefeitura, o Time Arrow arma uma armadilha. No entanto, a gangue de Laurel ataca o esconderijo, mas são afastados pelo Time Arrow. A relutância de Quentin em prejudicar Laurel ainda a permite escapar. Oliver consegue outra audiência para que Rene possa recuperar sua filha. Curtis descobre que Laurel roubou um protótipo de T-esfera. Slade diz para Oliver que viajará para Calgary para procurar seu filho, aconselhando-o a escolher entre William e o vigilantismo. Oliver e William se reconciliam rapidamente, enquanto imagens de Oliver usando o traje do Arqueiro Verde vazam na mídia.                                                   |              |                                                                   |                    |                                                                                                |                        |                     |
| 117 | 2            | "Tribute" "(Tributo)" (BR)                                        | Laura Belsey       | História por : Adam Schwartz Roteiro por : Marc Guggenheim & Beth Schwartz                     | 19 de outubro de 2017  | 1.51                |
| Oliver nega publicamente ser o Arqueiro Verde, enfrentando uma investigação da agente do FBI, Samandra Watson, assim como suas preocupações de perder William. Anatoli e seus homens sequestram um grupo de delegados Markovianos, exigindo resgate. Acreditando que foi Anatoli quem vazou a foto, Felicity e Curtis trabalham para tornar a foto desacreditável, enquanto rastreiam os reféns, três dos quais o Time Arrow salva enquanto Anatoli foge com um. Anatoli diz para Oliver que precisa convencer a Bratva de que ele não é fraco e avisa não é mais amigo de Oliver, injetando no refém uma toxina que logo o matará. Detectando a toxina e adquirindo o antídoto, Oliver a injeta no refém, a quem Anatoli mata de qualquer maneira. Ele foge depois de dizer para Oliver que não foi ele quem vazou a foto, pela qual a mídia adquire evidências através de uma "fonte anônima" ser falsa. No entanto, Watson diz para Oliver que continuará o investigando. Quando John se prepara para contar para Oliver sobre seu dano degenerativo no nervo, Oliver o convence a usar o traje do Arqueiro Verde, decidindo escolher William ao invés do vigilantismo. |              |                                                                   |                    |                                                                                                |                        |                     |
| 118 | 3            | "Next of Kin" "(O Parente Mais Próximo)" (BR)                     | Kevin Tancharoen   | Speed Weed & Oscar Balderrama                                                                  | 26 de outubro de 2017  | 1.34                |
| O Time Arrow prende Faust, com John recusando disparar flechas. O Conselho da Cidade começa a elaborar uma lei anti-vigilante mais rígida. Dizendo para Dinah que conseguiu conter seus tremores, é revelado que John tem problemas de liderança quando alguns agentes desonestos da CIA começam a caçar um ex-membro para tentar silenciá-lo. Rene pede para Oliver voltar para o time. Oliver pede para Felicity ajudar William em sua prova de matemática, enquanto convence John de sua competência. O Time Arrow rastreia um grupo de mercenários desonestos liderados por Onyx Adams em um hotel e os cerca, derrotando todos e salvando pessoas de uma arma biológica. Sem conseguir parar o projeto de lei, Oliver o transforma em um referendo à toda a cidade. Watson começa a suspeitar de John, que recebe uma besta atiradora de flechas inventada por Felicity e Curtis. Oliver retoma seu relacionamento com ela, enquanto é revelado que John está injetando drogas para controlar seus tremores. |              |                                                                   |                    |                                                                                                |                        |                     |
| 119 | 4            | "Reversal" "(Reversão)" (BR)                                      | Gregory Smith      | Sarah Tarkoff & Emilio Ortega Aldrich                                                          | 2 de novembro de 2017  | 1.33                |
| Laurel começa a matar indivíduos aparentemente insignificantes, enquanto Felicity é abordada por Alena, que lhe diz que Cayden James está planejando algo que envolve centenas de milhões de vítimas por todo o mundo. Elas se encontram com o negociante do mercado negro "Amnésico" para comprar um "disco fantasma". Preocupado, Oliver interfere e ataca os bandidos, irritando Felicity, que rouba o disco. O Time Arrow rastreia Laurel até o apartamento de Felicity, com Laurel revelando estar trabalhando para James, que ordena que seus homens matem Felicity e Alena, que é gravemente baleada durante o resgate pelo Time Arrow. Felicity descobre que James roubou as impressões digitais das vítimas, necessárias para entrar no Diretório Internacional de Nomes de Domínio, a infraestrutura global da internet. Acreditando que James pretende destruir a internet, o Time Arrow ataca seu grupo no Diretório, onde Felicity consegue hackear o firewall para impedir o aparente ataque de James. Ela adiciona Alena em sua startup, chamando-a de Helix e pretendendo produzir em massa seu implante de coluna vertebral. É revelado que James propositalmente atraiu Felicity para hackear o firewall e, assim, ele pudesse ter acesso secreto e cobrir seus passos. Ele dá para Laurel um dispositivo que a impede de ser rastreada por Curtis. Slade liga para Oliver e pede sua ajuda. |              |                                                                   |                    |                                                                                                |                        |                     |
| 120 | 5            | "Deathstroke Returns" "(O Exterminador Retorna)" (BR)             | Joel Novoa         | Ben Sokolowski & Spiro Skentzos                                                                | 9 de novembro de 2017  | 1.29                |
| Slade pede para Oliver ajudá-lo a encontrar seu filho, que está na prisão. Os dois se encontram com um velho conhecido de Slade, que lhes dá a informação que precisam. Quando eles chegam à prisão, Slade instrui Oliver a encontrar seu filho, Joe, e então tire-o para lá, pois ele sabe que Joe não vai querer vê-lo, apesar das objeções de Oliver. Slade envolve a segurança, conhecida como Jackals, em combate, onde ele descobre que seu conhecido é realmente um membro deles. Quando Slade exige que eles libertem Joe, ele revela que não é tão fácil porque seu chefe é o próprio Joe. Dinah salva um político de um ataque de franco-atirador pelo Vigilante, enquanto o político apoia a conta anti-vigilante. Mais tarde, Dinah a salva de novo, e usa seu grito contra o Vigilante que remove sua máscara, revelando que ele é realmente o velho parceiro de Dinah, Vincent Sobel, pensou há muito tempo morto. Mais tarde, ele tenta outra tentativa de assassinato em uma entrevista de televisão, mas é novamente recebido por Dinah e baleado na cabeça por um policial. Vincent revela que o acelerador de partículas também o mudou, e afirma que não disse para Dinah que estava vivo porque acredita que o trabalho deles como policiais se tornou inútil. Dinah lhe deixa fugir. |              |                                                                   |                    |                                                                                                |                        |                     |
| 121 | 6            | "Promises Kept" "(Promessas Cumpridas)" (BR)                      | Antonio Negret     | Oscar Balderrama & Rebecca Bellotto                                                            | 16 de novembro de 2017 | 1.28                |
| Slade e Oliver continuam tentando convencer Joe a ir embora com eles, mas Joe se recusa, alegando que viu seu pai matar alguém antes de ter sido influenciado pelo Mirakuru. Slade tenta explicar que foi um golpe pago, mas Joe se recusa a perdoá-lo, afirmando que aprender que seu pai realmente o conduziu por esse caminho. Joe e Slade acabam lutando até Oliver entrar, depois que Joe escapa, mas não antes de revelar a existência de seu irmão, Grant. Slade diz a Oliver que continuará tentando encontrar os dois filhos, mas aconselha Oliver a voltar para o dele, não querendo que Oliver cometa os mesmos erros que ele cometeu. Enquanto isso, o Time Arrow descobre sobre os tremores de John, fazendo com que John peça desculpas a todos. Curtis oferece ajuda a John, da mesma forma que ajudou Felicity quando ela foi ferida. John pede para pensar sobre isso. |              |                                                                   |                    |                                                                                                |                        |                     |
| 122 | 7            | "Thanksgiving" "(Ação de Graças)" (BR)                            | Gordon Verheul     | Wendy Mericle & Speed Weed                                                                     | 23 de novembro de 2017 | 1.09                |
| Oliver, Felicity, William e Quentin organizam uma unidade de alimentação de Ação de Graças para arrecadar dinheiro para um novo recinto para o Departamento de Polícia de Star City. Oliver é prontamente preso pela agente do FBI Watson sob acusações de vigilantismo por ser o Arqueiro Verde. James e a Sereia Negra subsequentemente invadem a prisão, com a intenção de causar caos, uma vez que o Arqueiro Verde é pego. Felizmente, o julgamento de Oliver é atrasado. Quando John fica ferido no campo, Oliver se adequa como o Arqueiro Verde novamente, com o Time Arrow procurando parar uma bomba plantada por James e a Sereia Negra no estádio durante um show. Mais tarde, descobrem que a bomba é falsa e que os policiais que guardam o estádio não são policiais, que são rapidamente retirados por Dinah, Curtis e Rene, mas James e a Sereia Negra fogem. Oliver visita John no hospital e afirma que vai usar o capuz até que John se recupere, e depois disso ele pode usá-lo novamente. Thea acorda de seu coma e se reencontra com Oliver, Felicity, John e William. |              |                                                                   |                    |                                                                                                |                        |                     |
| 123 | 8            | "Crisis on Earth-X, Part 2" "(Crise na Terra-X, Parte 2)" (BR)    | James Bamford      | História por : Marc Guggenheim & Andrew Kreisberg Roteiro por : Wendy Mericle & Ben Sokolowski | 27 de novembro de 2017 | 2.52                |
| No S.T.A.R. Labs, um vilão interdimensional da Terra-X que foi capturado, Prometheus-X, revela ser um sósia do universo paralelo de Tommy Merlyn e comete suicídio por lealdade ao regime nazista da Terra-X. Os parceiros de Prometheus-X, o Dark Arrow (sósia de Oliver), Overgirl (sósia de Kara Danvers) e Eobard Thawne roubam uma fonte de energia conhecida como Prisma; Oliver acredita que o Dark Arrow procura construir uma bomba de nêutrons com ela. Após uma série de lutas, a maioria dos heróis, incluindo o Time Arrow, ficam em cativeiro no S.T.A.R. Labs após as forças nazistas se infiltrarem, e Oliver, Barry e seus aliados são transportados para o campo de concentração da Terra-X, mas Kara é transferida para outro local. Os vilões revelam que Overgirl está morrendo e o Dark Arrow planeja usar o Prisma para criar a luz solar vermelha artificial que enfraqueceria a invulnerabilidade de Kara, permitindo um transplante de coração para Overgirl, mas matando Kara ao fazer isso. Este episódio continua um crossover que se inicia no episódio 8 da 3ª temporada de Supergirl, e se conclui no episódio 8 da 4ª temporada de The Flash e no episódio 8 da 3ª temporada de Legends of Tomorrow. |              |                                                                   |                    |                                                                                                |                        |                     |
| 124 | 9            | "Irreconcilable Differences" "(Diferenças Irreconciliáveis)" (BR) | Laura Belsey       | Beth Schwartz & Sarah Tarkoff                                                                  | 7 de dezembro de 2017  | 1.30                |
| Oliver e Felicity comemoram seu casamento com todos. O caso contra Oliver se intensifica quando Quentin descobre que um membro do Time Arrow está testemunhando contra ele, o que faz com que Oliver rastreie o time. Lance é sequestrado por Laurel e Cayden James. Dinah é descoberta estar se encontrando com o Vigilante, e todo o time se vira um contra o outro até que Rene revela que é ele quem está testemunhando. Ele afirma que a agente Watson o encurralou com evidências de que ele é o Cão Raivoso, e que se ele não testemunhasse, nunca mais veria sua filha. Oliver brevemente expulsa Rene do time, mas todo o time deixa de lado suas diferenças para resgatar Lance. Laurel deixa Lance fugir quando estão do lado de fora. Oliver expulsa Rene permanentemente por abandonar a missão principal para procurar Lance por conta própria, quebrando novamente a confiança de Oliver. Mais tarde, Rene se reencontra com sua filha, enquanto Dinah e Curtis saem do Time Arrow por não conseguirem mais confiar em Oliver. Através de uma câmera escondida, Oliver, John e Felicity são mostrados sendo monitorados pelos aliados de Cayden, Laurel, Anatoli, Vincent e Ricardo Diaz. |              |                                                                   |                    |                                                                                                |                        |                     |
| 125 | 10           | "Divided" "(Dividido)" (BR)                                       | James Bamford      | Ben Sokolowski & Emilio Ortega Aldrich                                                         | 18 de janeiro de 2018  | 1.38                |
| Oliver continua sendo o Arqueiro Verde enquanto se recusa a ter Rene, Dinah e Curtis ajudando-o, enquanto Felicity e Curtis lutam para curar John de seus tremores, no processo descobrindo que seu esconderijo foi grampeado forçando-os a se mudar para A.R.G.U.S. Oliver mais uma vez enfrenta Cayden James, descobrindo que ele tem uma cabala em seu comando. Dinah passa tempo com Vincent antes de descobrir que ele se aliou a Cayden James e tenta prendê-lo antes de ser dominado. Depois de sua luta com o Cabal de Cayden James, Oliver, Felicity e John descobrem que, para vencer, eles precisam trazer o time de volta. Oliver pede desculpas a Rene, Dinah e Curtis, mas apesar de seu pedido de desculpas, eles se recusam a voltar para a equipe. Em vez disso, eles decidem iniciar seu próprio time, com Oliver desejando-lhes boa sorte. Curtis mostra a Dinah e René seu novo esconderijo. |              |                                                                   |                    |                                                                                                |                        |                     |
| 126 | 11           | "We Fall" "(Nós Caímos)" (BR)                                     | Wendey Stanzler    | Speed Weed & Spiro Skentzos                                                                    | 25 de janeiro de 2018  | 1.38                |
| Cayden James ataca a infra-estrutura crítica da Internet na cidade, causando inúmeras mortes, incluindo o capitão da polícia Frank Pike, antes de exigir o pagamento de US $ 10 milhões por dia ao resgate para evitar que um ataque mais mortal aconteça. James revela detalhes de sua vendetta contra Oliver; Uma flecha erroneamente acreditada era do Arqueiro Verde que matou seu filho Owen há um ano. No entanto, Oliver sabe que ele não é responsável porque ele estava em Hub City na época, portanto, há outro suspeito. Vincent afirma que ele está disfarçado com a cabala de James, e ele dá a Curtis, Rene e Dinah alguma Intel. Quando um dos ataques de James põe em perigo William e sua classe durante uma excursão, Oliver é forçado a revelar a seu filho que ele voltou a ser o Arqueiro Verde ao resgatá-lo. Oliver e Quentin criaram zonas seguras para os cidadãos após os ataques, eventualmente a cabala de James os alveja. Oliver e sua antiga equipe deixaram de lado suas diferenças e impediram o ataque do grupo de James aos ocupantes das zonas de segurança. Apesar de William ser ferido pelas mentiras de Oliver, Felicity ajuda William a ver que era por boas intenções e faz com que ele aceite o dever de seu pai. Incapaz de encontrar a prova de sua inocência antes do prazo, Oliver dá as demandas de James para ganhar tempo para encontrá-lo.                  |              |                                                                   |                    |                                                                                                |                        |                     |
| 127 | 12           | "All for Nothing" "(Tudo por Nada)" (BR)                          | Mairzee Almas      | Beth Schwartz & Oscar Balderrama                                                               | 1 de fevereiro de 2018 | 1.24                |
| Oliver está quase sem dinheiro para pagar Cayden James. Temendo que ele detonasse a bomba, Vince, que se infiltrou na organização de James, concorda em baixar dados que podem levar as duas equipes de vigilantes a descobrir onde a bomba está localizada. Apesar de ter sucesso em transmitir os dados para Felicty, ele é identificado como o traidor, capturado e torturado por Anatoli. A localização da bomba é revelada, mas Dinah, Curtis e Rene decidem não seguir Oliver para salvar Vince. No entanto, James antecipa isso e usou Vince como isca. Dinah está imobilizada por causa do entulho que cai em cima dela e é forçada a assistir enquanto Black Siren executa Vince. Na falta de mão de obra, Green Arrow e Spartan não conseguem recuperar a bomba antes de ela ser movida para um novo local. No entanto, eles recuperam a prova falsificada que mostra Arqueiro Verde matando o filho de Tiago; o vídeo foi editado usando a mesma tecnologia que foi usada para forjar a imagem que expôs Oliver como o Arqueiro Verde, implicando que outro adversário está operando nos bastidores. |              |                                                                   |                    |                                                                                                |                        |                     |
| 128 | 13           | "The Devil's Greatest Trick" "(O Grande Truque do Diabo)" (BR)    | JJ Makaro          | Sarah Tarkoff & Emilio Ortega Aldrich                                                          | 8 de fevereiro de 2018 | 1.30                |
| Cayden James ameaça colocar a bomba à meia-noite. Alena e Felicity são capazes de decodificar o vídeo de Oliver matando o filho de Cayden, provando que era outra pessoa, e limpando Oliver. Com a ajuda de Barry Allen, Oliver é capaz de atrasar James de deixar a cidade, mostrando-lhe as novas provas. James conclui que era alguém de seu grupo que estava por trás dele e pedia que seus ex-aliados fossem trazidos a ele ou que ele detonasse a bomba. A equipe traz Laurel, Diaz e Anatoli para James, mas Laurel diz que ela estava por trás da morte de seu filho e suas ações permitem que todos, exceto James, escapem. Diaz se aproxima de Cayden em custódia, revelando-se como a pessoa responsável pela morte de seu filho e que ele tem o novo capitão da polícia em sua folha de pagamento, matando Cayden antes de partir. |              |                                                                   |                    |                                                                                                |                        |                     |
| 129 | 14           | "Collision Course" "(Curso de Colisão)" (BR)                      | Ken Shane          | Oscar Balderrama & Rebecca Bellotto                                                            | 1 de março de 2018     | 1.11                |
| Dinah, Curtis e Rene analisam o último lugar em que Laurel foi vista e conseguem determinar que ela foi arrastada por alguém. Acontece que Quentin levou Laurel para uma cabine segura para permitir que ela se recuperasse, o que Thea eventualmente descobre e informa Oliver. Oliver exige a devolução do dinheiro da cidade, o que Laurel promete, se a tirarem do país. Curtis hacks o chip impedindo os tremores de John, permitindo-lhes rastrear Oliver, John e Felicity e, portanto, encontrar Laurel, embora Quentin se recuse a deixar Dinah matar Laurel. As duas equipes lutam, com Rene eventualmente se machucando, e Oliver jogando um dispositivo que proíbe o grito de Dinah, permitindo a Laurel incapacitá-los com seu próprio grito e escapar. No hospital, quando John e Felicity vêm ver Rene, Curtis e Dinah se afastam, dizendo que não querem mais nada com eles. Na periferia da cidade, Laurel implora um motorista de van para ajudá-la. |              |                                                                   |                    |                                                                                                |                        |                     |
| 130 | 15           | "Doppelganger" "(A Sósia)" (BR)                                   | Kristin Windell    | História por : Christos Gage & Ruth Fletcher Gage Roteiro por : Speed Weed                     | 8 de março de 2018     | 1.28                |
| Laurel aparece na prefeitura, revelando sua história sobre como ela foi sequestrada e mantida contra sua vontade. Oliver e Thea descobrem que Ricardo está mantendo um refém, revelado como sendo o ex-integrante do Team Arrow, Roy Harper, o que levou Thea a assumir o manto de Speedy para tentar resgatar Roy. Dinah, ao saber da situação, diz que está disposta a ajudar esta vez, mas Oliver se recusa, dizendo que se ela não confia nele, ele não confia nela. Oliver e John acabam enfrentando Ricardo e seus asseclas, que escapam, mas eles conseguem resgatar Roy. Oliver vai ver Laurel, que afirma que ela não pode mudar quem ela é, mas ela tentará ser boa, se Oliver lhe der o espaço para isso, o que Oliver concorda. Mas quando ele sai, Black Siren recebe uma mensagem de Diaz e sorri, implicando que ela trabalha com ele. Roy e Thea passam uma noite juntos, onde são observados por uma mulher que informa que o herdeiro de Ra's al Ghul foi localizado. |              |                                                                   |                    |                                                                                                |                        |                     |
| 131 | 16           | "The Thanatos Guild" "(A Guilda de Thanatos)" (BR)                | Joel Novoa         | Beth Schwartz & Ben Sokolowski                                                                 | 29 de março de 2018    | 1.12                |
| Nyssa chega a Star City para Thea, alegando que um grupo dissidente da Liga dos Assassinos, a Guilda Thanatos, liderada por uma mulher chamada Athena, está vindo para ela para a localização de um mapa que Malcolm supostamente sabia a localização de. Thea relutantemente concorda em ajudar Nyssa, mas afirma que ela está partindo depois. Team Arrow acaba encontrando a caixa contendo o mapa e usa a matemática para desbloqueá-lo, apenas para o mapa ficar em branco quando aberto, mas Felicity ajuda a revelar os marcadores ocultos embaixo e descobre que ele contém locais para outros Lazarus Pits. Dinah suspeita de seu superior na polícia, suspeitando que ela possa estar vendendo as drogas de Diaz. Thea fala com Oliver sobre entregar o manto Green Arrow de volta para John, mas Oliver se preocupa que as circunstâncias atuais possam ser um pouco demais para John no momento. Thea, Roy e Nyssa eventualmente partem para destruir os Lazarus Pits e Oliver se despede. |              |                                                                   |                    |                                                                                                |                        |                     |
| 132 | 17           | "Brothers in Arms" "(Irmãos Armados)" (BR)                        | Mark Bunting       | Sarah Tarkoff & Jeane Wong                                                                     | 5 de abril de 2018     | 0.87                |
| Dinah tem Anatoly preso, mas o Capitão Hill e DA Sam Armand forçam sua libertação. Oliver os confronta com a prova de que eles estão trabalhando para Diaz e os demite quando eles afirmam que eles não podem aceitar sua proteção quando confrontados com a ameaça representada por Diaz. Oliver pede desculpas a John por não ter lhe dado o processo, mas depois que John questiona suas habilidades de liderança e motivos para continuar como o Arqueiro Verde enquanto Oliver responde que ele aceitou seus erros do passado, os dois se engajam em um argumento que leva a uma briga. Com Diaz empurrando Vertigo pela cidade, Oliver e John trabalham para destruir o carregamento, enquanto Curtis revela seu alter-ego para seu novo namorado, Nick Anastas. John decide deixar a equipe após a luta, deixando Oliver e Felicity como os dois últimos membros. Hill atira Dinah e o resto da polícia limpa, forçando Nick a perceber que o vigilantismo é o único caminho a seguir. Armand afirma que Oliver obstruiu a justiça, o que é motivo para impeachment. Laurel descobre que Diaz tem mais um frasco de Vertigo e o beija. |              |                                                                   |                    |                                                                                                |                        |                     |
| 133 | 18           | "Fundamentals" "(Os Fundamentos)" (BR)                            | Ben Bray           | Speed Weed & Emilio Ortega Aldrich                                                             | 12 de abril de 2018    | 1.06                |
| Com o início da audiência de impeachment de Oliver, ele ataca Felicity e William, fazendo com que o primeiro peça uma separação. Oliver percebe que ele recebeu uma dose de Vertigo, e ele começa a alucinar Adrian Chase, que o atormenta com lembretes de seus fracassos passados. Oliver percebe que ele nunca deveria ter formado um Time Arrow, permitindo que seus entes queridos o fizessem esquecer sua missão original. Aprendendo a localização de Diaz, Oliver veste seu capuz original e tenta enfrentar os policiais corruptos sozinho. Felicity é capaz de trazer Oliver de volta aos seus sentidos, revelando que ela nunca pediu uma separação. Oliver e Felicity escapam antes que Diaz e seus homens possam atirar neles. Mais tarde, Oliver e William se reconciliam. Oliver é impeached, e Quentin se torna o novo prefeito de Star City. Diaz diz a Laurel que desde que Oliver sofreu um impeachment, é hora de informar as famílias criminosas em todo o país que Star City está aberta para negócios. |              |                                                                   |                    |                                                                                                |                        |                     |
| 134 | 19           | "The Dragon" "(O Dragão)" (BR)                                    | Gordon Verheul     | Spiro Skentzos & Elizabeth Kim                                                                 | 19 de abril de 2018    | 0.96                |
| Um Diaz mais novo é mostrado em um orfanato sendo assediado por um valentão. No presente, Diaz inicia a próxima fase do seu plano, que é se juntar a uma organização criminosa chamada The Quadrant. Mas um dos quatro líderes do grupo não acha que Diaz é digno o suficiente, pensando nele como um bandido de rua e tenta fazer com que seu filho o mate. Com a ajuda de Laurel, ele faz uma pequena guerra contra o grupo, matando tanto o homem quanto seu filho, depois sentando-se à mesa. Mais tarde, Diaz rastreia o homem que o intimidou quando criança, e o incendeia quando Laurel observa desconfortavelmente. Enquanto isso, Felicity & Curtis trabalham juntas novamente em seu projeto Helix, enquanto Oliver trabalha sozinho em Star City. Uma explosão acontece quando Oliver está lutando contra os homens de Diaz, não deixando sobreviventes. Felicity temendo pela vida de Oliver retorna para casa para encontrá-lo sã e salva, que promete a ela que ele nunca a deixará. |              |                                                                   |                    |                                                                                                |                        |                     |
| 135 | 20           | "Shifting Allegiances" "(Trocando Alianças)" (BR)                 | Alexandra La Roche | Wendy Mericle & Rebecca Bellotto                                                               | 26 de abril de 2018    | 0.87                |
| Oliver paga uma dívida com o rival de Anatoli na Rússia, para que Anatoli possa ir para casa. Oliver apela para ele, lembrando-o de sua honra e amizade. Anatoli o trai, o acorrenta e mais tarde o leva para ver Diaz. Convencido a lutar de forma justa por Anatoli, Diaz e Oliver se enfrentam em primeiro lugar, com o perdedor a deixar a cidade. Oliver vence Diaz, só para ele esfaqueá-lo com uma faca. Mais tarde, Diaz diz a Oliver que ele está tendo seu julgamento transferido e ele é preso. Enquanto isso, Rene volta para casa, mas ainda é afetado por quando ele foi baleado. Dinah e Curtis se juntam a John e ARGUS para impedir o envio de armas pelo The Quadrant e são bem-sucedidos. Como o novo prefeito, Quentin é abordado por Diaz para assinar um documento que lhe dará alguma propriedade na cidade. Quentin se recusa a princípio, mas ele acaba mudando de ideia com medo da segurança de Laurel depois que ela expressa preocupações sobre o quão perigoso ele é. |              |                                                                   |                    |                                                                                                |                        |                     |
| 136 | 21           | "Docket No. 11-19-41-73" "(Processo de Nº 11-19-41-73)" (BR)      | Andi Armaganian    | História por : Marc Guggenheim Roteiro por : Ubah Mohamed & Tyron B. Carter                    | 3 de maio de 2018      | 1.10                |
| Várias testemunhas são chamadas no julgamento de Oliver para testemunhar sobre a identidade do Arqueiro Verde, incluindo John, Dinah, Dr. Schwartz, René e Felicity. Diaz coage Rene a dizer que Oliver é o Arqueiro Verde no julgamento, ameaçando sua filha na frente dele. Depois de Oliver tomar a posição, o Arqueiro Verde cai através da clarabóia, revelando-se Tommy Merlyn de volta dos mortos. Tommy atesta que ele é realmente o Arrow e é levado em custódia. Ao ser salvo dos homens de Diaz por John e René, ele é revelado como Christopher Chance, o Human Target. Laurel assume a posição e, apesar de ter sido ameaçada por Diaz antes, atesta que Tommy é o verdadeiro Arqueiro Verde. Oliver é considerado culpado, provando a suposição de que tanto o juiz quanto o júri estavam no bolso de Diaz. O advogado de Oliver se move para um julgamento apesar do veredicto e o juiz concorda surpreendentemente. Oliver retorna ao covil e descobre que Chance trocou de lugar com o juiz durante a deliberação do júri. Oliver e René se reconciliam. Diaz mata o verdadeiro juiz pouco antes de Laurel aparecer e ataca ele e seus homens, momentaneamente derrubando Diaz, antes de levá-la em cativeiro, dizendo a ela que ele planeja matar Oliver e todos com quem ele se preocupa.                                                                                                   |              |                                                                   |                    |                                                                                                |                        |                     |
| 137 | 22           | "The Ties That Bind" "(Os Laços Que Se Unem)" (BR)                | Tara Miele         | Ben Sokolowski & Oscar Balderrama                                                              | 10 de maio de 2018     | 1.00                |
| Diaz orquestra ataques contra o Team Arrow e seus entes queridos; a maioria escapou ilesa, mas o namorado de Curtis, Nick, está gravemente ferido. Eles se reencontram no bunker da New Team Arrow, onde observam os homens de Diaz destruírem o bunker da Equipe Original. Com a ajuda de Anatoly, Oliver emboscada Diaz, mas ele escapa, ferindo gravemente Curtis. A equipe percebe que Diaz estava protegendo um dispositivo contendo dados potencialmente importantes e enviou Lyla para a sede da SCPD para hacká-lo. Felicity descobre que é uma lista criptografada de todos na folha de pagamento de Diaz e começa a tentar decodificá-la. Diaz mata um dos líderes do Quadrante, assumindo que ela forneceu ao Team Arrow as informações sobre o comboio dele. Ele ataca o novo bunker, luta e quase mata Oliver, que aciona explosivos instalados como uma prova de falhas contra intrusos. Ele e Felicity escapam, mas os dados ainda criptografados são perdidos. Diaz se encontra com os dois líderes restantes do Quadrante, mata um e faz o outro aceitá-lo como chefe da organização. Oliver pede ajuda ao agente Watson; ela concorda, desde que ele admita a ela que ele é o Arqueiro Verde. |              |                                                                   |                    |                                                                                                |                        |                     |
| 138 | 23           | "Life Sentence" "(Sentença de Vida)" (BR)                         | James Bamford      | Wendy Mericle & Marc Guggenheim                                                                | 17 de maio de 2018     | 1.35                |
| O Time Arrow monta um ataque final em Diaz e enquanto Diaz consegue escapar, Oliver obtém a lista de todos em sua folha de pagamento, liberando Star City. Durante o ataque, Quentin leva uma bala para Laurel e acaba no hospital. A equipe vem apoiá-lo, incluindo Laurel e uma visita surpresa de Sara. No entanto, Quentin sofre uma convulsão durante a cirurgia e morre. Oliver consegue obter a imunidade da equipe do FBI e da polícia em troca de se entregar. O agente Watson promete à equipe que o FBI ficará em Star City para lidar com Diaz, antes de prender Oliver. Oliver finalmente admite para o público que ele é o Arqueiro Verde, e exorta seus amigos e aliados a continuar lutando para salvar a cidade. Na prisão, Oliver caminha até sua cela, com criminosos agindo violentamente contra ele agora que eles sabem que ele é o Arqueiro Verde. |              |                                                                   |                    |                                                                                                |                        |                     |

## Produção

### Desenvolvimento
Em 8 de janeiro de 2017, The CW renovou Arrow para uma sexta temporada. Esta foi a última temporada com Wendy Mericle como showrunner; Marc Guggenheim atuou como co-showrunner.

### Roteiro
O final da quinta temporada terminou com Oliver Queen e William Clayton testemunhando a ilha Lian Yu explodir como resultado de Adrian Chase atirando em si mesmo, um homem morto, com muitos dos aliados de Oliver ainda na ilha. Guggenheim disse que o destino dos personagens seria revelado na sexta temporada, mas advertiu: "Sei que todos estão tentando determinar quem sobrevive, quem morre, qual é o resultado do suspense com base no status contratual das pessoas, e eu diria que é isso não necessariamente uma boa ideia". Ele comparou isso ao final da sexta temporada de The Walking Dead porque tinha "um grupo de personagens, todos os quais eram regulares da série, em uma situação terrível no final de sua temporada. Só porque eles eram regulares da série não significava que todos saíram desse suspense vivo." Ele também disse que o tema da sexta temporada seria" família ", acrescentando que" no ano passado passamos uma temporada inteira realmente construindo este time, este novo Time Arrow, e este ano nós 'Colocamos a equipe no lugar - que tipo de dano podemos causar? Grande parte de Arrow vive dos desafios e provações que colocamos os personagens'."

### Escolha do elenco
Os membros do elenco principal Stephen Amell, David Ramsey, Willa Holland, Emily Bett Rickards, Echo Kellum e Paul Blackthorne retornam das temporadas anteriores como retornam das temporadas anteriores como Oliver Queen / Arqueiro Verde, John Diggle / Espartano, Thea Queen, Felicity Smoak, Curtis Holt e Quentin Lance respectivamente. Rick Gonzalez e Juliana Harkavy, que reapareceram na quinta temporada como Rene Ramirez / Cão Selvagem e Dinah Drake, respectivamente, foram promovidos ao elenco principal para a sexta temporada. Katie Cassidy, que retratou Laurel Lance / Canário Negro como parte do elenco principal da primeira à quarta temporada e voltou com a doppelganger de sua personagem da Terra-2 Sereia Negra na quinta temporada, foi reintegrada como regular na sexta temporada, desempenhando o último papel. Cassidy também interpretou a Laurel da Terra-1 em "Fundamentals". Como na quinta temporada, a Holland foi contratada apenas para aparecer em um número limitado de episódios, mas Guggenheim se recusou a revelar quantos exatamente. Holland deixou a série depois que seu contrato expirou, sua aparição final como regular sendo "The Thanatos Guild". Esta também foi a última temporada de Blackthorne como regular; ele saiu após o final da temporada. Os ex-regulares da série Manu Bennett e Josh Segarra retornaram como Slade Wilson e Adrian Chase, respectivamente, como convidados. Colin Donnell, também um ex-personagem regular da série, voltou para dois papéis diferentes como convidado: a versão da Terra-X de Tommy Merlyn, que é o Prometheus da Terra-X; e Christopher Chance / Alvo Humano disfarçado como o Tommy da Terra-1. Colton Haynes, que estrelou como Roy Harper / Arsenal nas temporadas dois e três e foi um astro convidado na quarta temporada, voltou novamente como convidado.

### Design
Maya Mani desenhou os trajes para a temporada. O traje do Arqueiro Verde de Oliver da quinta temporada é mantido na sexta sem quaisquer alterações. Além disso, ele usa sua roupa "Capuz" original da primeira temporada durante o episódio "Fundamentals". Na sexta temporada, Diggle ganha um novo traje e capacete espartano, que evita os tons de cinza dos trajes espartanos anteriores e, em vez disso, tem um esquema preto e vermelho. A fantasia de Wild Dog para a temporada foi substancialmente renovada; enquanto o original introduzido na quinta temporada consistia em "uma camisa de hóquei, máscara de hóquei e coldres", o novo traje foi feito para ser mais tático e semelhante a uma armadura, mantendo o esquema de cores do traje antigo. O traje da Canário Negro introduzido na temporada consiste em uma máscara de dominó, luvas longas e um cajado de bo.

### Filmagens
As filmagens para a temporada começaram em 6 de julho de 2017, em Vancouver, Columbia Britânica. O episódio "Thanksgiving" reutiliza imagens de arquivo de Billy Joel de seu show em 4 de agosto de 2015, no Nassau Coliseum em Long Island, interpretando a música "No Man's Land". Para fazer isso, Guggenheim escreveu pessoalmente a Joel pedindo permissão. As filmagens da temporada terminaram no final de abril de 2018.

### Ligações com Universo Arrrow
Em maio de 2017, o presidente da The CW, Mark Pedowitz, anunciou oficialmente os planos para um evento crossover de quatro programas, do Universo Arrow, cruzando episódios da série de televisão Supergirl, The Flash, Legends of Tomorrow e Arrow. O crossover, Crisis on Earth-X, começou com Supergirl e uma exibição especial de Arrow em 27 de novembro de 2017, e concluído em The Flash e Legends of Tomorrow em 28 de novembro. Ao longo do crossover, Stephen Amell também retratou o Arqueiro Negro, doppelganger da Terra-X de Oliver. Patrick Sabongui, que reaparece como David Singh em The Flash, fez uma aparição especial no episódio "All for Nothing", enquanto o personagem Barry Allen / Flash o fez no episódio seguinte "The Devil's Greatest Trick"; Grant Gustin não filmou nenhuma cena, já que o personagem só é mostrado em alta velocidade através de um raio.

## Lançamento

### Exibição
A temporada começou a ir ao ar nos Estados Unidos na The CW em 12 de outubro de 2017, e completou sua exibição de 23 episódios em 17 de maio de 2018.

### Mídia doméstica
A temporada foi lançada em DVD e Blu-ray em 14 de agosto de 2018 com recursos especiais, incluindo o quarto evento anual de crossover do Universo Arrow intitulado "Crisis on Earth-X".

## Recepção

### Resposta Crítica
A avaliação do site Rotten Tomatoes deu para a temporada um índice de 64% de aprovação dos críticose com uma classificação média de 6,38/10 baseado em baseado em 7 comentários. O consenso do site disse: "A sexta temporada de Arrow lida com as consequências literais da explosão no final da quinta temporada e promete uma mudança drástica na direção da série." Jesse Schedeen do IGN avaliou toda a temporada como 6,7 em 10, dizendo, "A sexta temporada de Arrow pode não se qualificar como a pior do programa, mas apenas porque melhorou muito nos dois meses finais. Antes disso, a temporada desperdiçou a maior parte do potencial oferecido pela 5ª temporada, deixando de equilibrar seus muitos personagens e definhando sob um vilão decepcionantemente brando. É bom que a série finalmente tenha recuperado seu equilíbrio, mas não há razão para que as coisas tenham saído tanto dos trilhos."

### Audiência
| №  | Título                       | Exibição original      | Rating/share (18–49) | Audiência (em milhões) | DVR (18–49) | Audiência em DVR (milhões) | Total (18–49) | Audiência total (em milhões) |
| -- | ---------------------------- | ---------------------- | -------------------- | ---------------------- | ----------- | -------------------------- | ------------- | ---------------------------- |
| 1  | "Fallout"                    | 12 de outubro de 2017  | 0.6/2                | 1.52                   | 0.5         | 1.18                       | 1.1           | 2.70                         |
| 2  | "Tribute"                    | 19 de outubro de 2017  | 0.5/2                | 1.51                   | 0.5         | 1.08                       | 1.0           | 2.59                         |
| 3  | "Next of Kin"                | 26 de outubro de 2017  | 0.5/2                | 1.34                   | 0.4         | 1.05                       | 0.9           | 2.38                         |
| 4  | "Reversal"                   | 2 de novembro de 2017  | 0.5/2                | 1.33                   | 0.4         | 0.90                       | 0.9           | 2.23                         |
| 5  | "Deathstroke Returns"        | 9 de novembro de 2017  | 0.5/2                | 1.29                   | 0.4         | 1.08                       | 0.9           | 2.37                         |
| 6  | "Promises Kept"              | 16 de novembro de 2017 | 0.5/2                | 1.28                   | N/A         | 0.92                       | N/A           | 2.20                         |
| 7  | "Thanksgiving"               | 23 de novembro de 2017 | 0.3/1                | 1.09                   | 0.5         | 1.07                       | 0.8           | 2.16                         |
| 8  | "Crisis on Earth-X, Part 2"  | 27 de novembro de 2017 | 0.9/3                | 2.52                   | 0.8         | 1.89                       | 1.7           | 4.41                         |
| 9  | "Irreconcilable Differences" | 7 de dezembro de 2017  | 0.4/2                | 1.30                   | 0.4         | 0.86                       | 0.8           | 2.12                         |
| 10 | "Divided"                    | 18 de janeiro de 2018  | 0.5/2                | 1.38                   | 0.4         | 1.00                       | 0.9           | 2.38                         |
| 11 | "We Fall"                    | 25 de janeiro de 2018  | 0.4/2                | 1.38                   | 0.4         | 0.96                       | 0.8           | 2.34                         |
| 12 | "All for Nothing"            | 1 de fevereiro de 2018 | 0.4/2                | 1.24                   | 0.4         | 0.89                       | 0.8           | 2.13                         |
| 13 | "The Devil's Greatest Trick" | 8 de fevereiro de 2018 | 0.4/2                | 1.30                   | 0.4         | 0.92                       | 0.8           | 2.21                         |
| 14 | "Collision Course"           | 1 de março de 2018     | 0.4/2                | 1.11                   | 0.4         | 1.02                       | 0.8           | 2.13                         |
| 15 | "Doppelganger"               | 8 de março de 2018     | 0.4/2                | 1.28                   | N/A         | 0.86                       | N/A           | 2.15                         |
| 16 | "The Thanatos Guild"         | 29 de março de 2018    | 0.4/2                | 1.12                   | 0.4         | 0.95                       | 0.8           | 2.07                         |
| 17 | "Brothers in Arms"           | 5 de abril de 2018     | 0.3/1                | 0.87                   | 0.3         | 0.84                       | 0.6           | 1.74                         |
| 18 | "Fundamentals"               | 12 de abril de 2018    | 0.4/2                | 1.06                   | 0.3         | 0.82                       | 0.7           | 1.89                         |
| 19 | "The Dragon"                 | 19 de abril de 2018    | 0.3/1                | 0.96                   | 0.4         | 0.78                       | 0.7           | 1.75                         |
| 20 | "Shifting Allegiances"       | 26 de abril de 2018    | 0.3/1                | 0.87                   | 0.3         | 0.87                       | 0.6           | 1.74                         |
| 21 | "Docket No. 11-19-41-73"     | 3 de maio de 2018      | 0.4/2                | 1.10                   | 0.3         | 0.80                       | 0.7           | 1.90                         |
| 22 | "The Ties That Bind"         | 10 de maio de 2018     | 0.3/1                | 1.00                   | 0.4         | 0.85                       | 0.7           | 1.91                         |
| 23 | "Life Sentence"              | 17 de maio de 2018     | 0.4/2                | 1.35                   | 0.4         | 0.76                       | 0.8           | 2.11                         |

### Prêmios e indicações
| Ano  | Prêmio                 | Categoria                                   | Nomeado(s)                                    | Resultado | Ref.    |
| ---- | ---------------------- | ------------------------------------------- | --------------------------------------------- | --------- | ------- |
| 2018 | Leo Awards             | Best Cinematography Dramatic Series         | Corey Robson ("Who Are You?")                 | Indicado  | [ 107 ] |
| 2018 | Leo Awards             | Best Stunt Coordination Dramatic Series     | Curtis Braconnier, Eli Zagoudakis ("Fallout") | Indicado  | [ 107 ] |
| 2018 | People's Choice Awards | The Sci-Fi/Fantasy Show of 2018             | Arrow                                         | Indicado  | [ 108 ] |
| 2018 | Saturn Awards          | Best Superhero Adaptation Television Series | Arrow                                         | Indicado  | [ 109 ] |
| 2018 | Teen Choice Awards     | Choice Action TV Actor                      | Stephen Amell                                 | Indicado  | [ 110 ] |
| 2018 | Teen Choice Awards     | Choice Action TV Actress                    | Emily Bett Rickards                           | Indicado  | [ 110 ] |
| 2018 | Teen Choice Awards     | Choice TV Ship                              | Stephen Amell e Emily Bett Rickards           | Indicado  | [ 110 ] |
| 2018 | Teen Choice Awards     | Choice Action TV Show                       | Arrow                                         | Indicado  | [ 110 ] |